# Potamoperla myrmidon
Potamoperla myrmidon är en bäcksländeart som först beskrevs av Paul Mabille 1891.  Potamoperla myrmidon ingår i släktet Potamoperla och familjen Gripopterygidae. Inga underarter finns listade i Catalogue of Life.